# Michał Knapp
Michał Knapp (ur. 3 czerwca 1991) – polski żużlowiec, występujący na lodzie.

## Życiorys
Starty na torach lodowych Michał Knapp rozpoczął za namową stryja, Grzegorza Knappa. Pierwszy trening na torze łyżwiarskim odbył na torze lodowym w Sanoku przed jednym z turniejów Ice Racing Sanok Cup, wcześniej miał okazję przetestować motocykl na zamarzniętym jeziorze. Występy na arenie międzynarodowej rozpoczął w 2014 roku, od turnieju półfinałowego Ice Racing Sanok Cup rozegranego 25 stycznia, w którym zajął 15. miejsce. Dwa tygodnie później, 8 lutego zadebiutował w reprezentacji Polski podczas drużynowych mistrzostw świata. Predysponowany do roli rezerwowego, zastępował Mirosława Daniszewskiego zmagającego się z problemami sprzętowymi i zdobył 3 punkty. Zmagania drużynowe Polska zakończyła na 7. miejscu. Po raz kolejny Knapp zaprezentował się na torze 7 marca, startując w pucharze Roelofa Thijsa, zajmując w nim 19-20. miejsce ex aequo z Mirosławem Daniszewskim. Ze względu na śmierć stryja, jak i brak zaplecza finansowego, mimo nominacji do występu w indywidualnych mistrzostwach Europy 2015 zawodnik zawiesił karierę, odbywając jedynie pojedyncze treningi.
Karierę wznowił na wieść o przyznaniu Polsce organizacji indywidualnych mistrzostw Europy 2020, z racji iż nie zgłosił się inny kandydat do reprezentowania Polski w zawodach, Knapp powołany został do reprezentacji i występu w turnieju. Ponadto zawodnik związał się 2-letnią umową z klubem Żuraw Gdańsk. W mistrzostwach rozegranych na torze łyżwiarskim Areny Lodowej w Tomaszowie Mazowieckim Knapp z 4 punktami zajął 13 miejsce. Podczas jednego z treningów na zamarzniętej tafli jeziora w Kneblowie zawodnik doznał złamania trzonu obojczyka, w powrocie do zdrowia konieczna była operacja. W 2021 Knapp ponownie wystąpił w finale mistrzostw Europy, zajmując w nim 12. miejsce. 12. miejsce w rundzie w Sanoku i 9. w Tomaszowie Maz. pozwoliły zająć zawodnikowi 11. miejsce w klasyfikacji generalnej indywidualnych mistrzostw Europy 2022. W 2022 roku Knapp ponadto wystąpił w eliminacjach Grand Prix 2022 rozegranych w Örnsköldsvik, gdzie zajął 15. lokatę, oraz w dwóch turniejach towarzyskich, w pierwszym z nich, o Puchar Burmistrza Sanoka zajął 9. miejsce, z kolei start w turnieju o puchar Roelofa Thijsa zakończył na 5. miejscu. Z uwagi na podjęcie przez Międzynarodową Federację Motocyklową w dniu 5 marca decyzji o zawieszeniu licencji zawodników z Rosji z uwagi na prowadzoną przez ten kraj inwazji zbrojnej na Ukrainę, Michał Knapp miał pełnić rolę drugiego rezerwowego podczas rund GP rozgrywanych w Heerenveen, decyzja ta jednak została zmieniona, a rolę rezerwowych zajęli zawodnicy którzy zajęli 1. i 2. miejsce w pucharze Roelofa Thijsa, Henri Ahlbom i Benedikt Monn. Występy w sezonie 2023 zawodnik rozpoczął od uczestnictwa w rundzie kwalifikacyjnej indywidualnych mistrzostw świata rozgrywanych na torze w Örnsköldsvik, zdobył tam 1 punkt, i zajął 15. miejsce, nie uzyskując awansu do turnieju finałowego. W indywidualnych mistrzostwach Europy uczestnicząc w 9 biegach (5 z nich zakończył upadkiem) wywalczył 1 punkt, co przełożyło się na zajęcie ostatniej 18. pozycji w klasyfikacji końcowej.

## Życie prywatne
Bratanek Grzegorza Knappa, również żużlowca.

## Występy na arenie międzynarodowej
Drużynowe mistrzostwa świata
- 2014  Togliatti – 7. miejsce

Indywidualne mistrzostwa świata (eliminacje)
- 2022  Örnsköldsvik – 15. miejsce w rundzie kwalifikacyjnej
- 2023  Örnsköldsvik – 15. miejsce w rundzie kwalifikacyjnej

Indywidualne mistrzostwa Europy
- 2020  Tomaszów Mazowiecki – 13. miejsce
- 2021  Tomaszów Mazowiecki – 12. miejsce
- 2022  Sanok i Tomaszów Mazowiecki – 11. miejsce
- 2023  Sanok – 18. miejsce

Inne turnieje
- 2014  Sanok – 15. miejsce w Ice Racing Sanok Cup (półfinał)
- 2014  Assen – 19-20. miejsce w Roelof Thijs Bokaal
- 2022  Sanok – 9. miejsce w Turnieju o Puchar Burmistrza Sanoka
- 2022  Heerenveen – 5. miejsce w Roelof Thijs Bokaal